# Пјанацо (Савона)
Пјанацо је насеље у Италији у округу Савона, региону Лигурија.
Према процени из 2011. у насељу је живело 152 становника. Насеље се налази на надморској висини од 84 м.